# WrestleMania
 Der er for få eller ingen kildehenvisninger i denne artikel, hvilket er et problem. Du kan hjælpe ved at angive troværdige kilder til de påstande, som fremføres i artiklen.

WrestleMania er et pay-per-view-show inden for wrestling produceret af World Wrestling Entertainment. Det er ét af organisationens månedlige shows og er blevet afholdt i slutningen af marts eller starten af april siden 1985. Det er WWE's og verdens største, mest succesrige og længstvarende pay-per-view-show. Den 25. udgave af Wrestlemania, Wrestlemania XXV, blev afholdt i april 2009. 
Konceptet blev skabt af WWE's ejer Vince McMahon, og WrestleMania blev kort efter én af de mest prominente begivenheder inden for sportsunderholdning. Den verdensomspændende succes hjalp med til at gøre WWE til den mest succesrige wrestlingorganisation i Nordamerika. WrestleMania har ligeledes gjort fx Hulk Hogan, Bret Hart, Shawn Michaels, The Undertaker, Steve Austin, The Rock og Triple H til superstjerner verden over. Derudover har adskillige kendte mennesker som fx Muhammad Ali, Mr. T, Alice Cooper, Lawrence Taylor, Pamela Anderson, Mike Tyson, Donald Trump, Floyd "Money" Mayweather, Snoop Dogg, Raven-Symoné og Kim Kardashian været gæstevært i showet. WWE's ugentlige tv-programmer, heriblandt RAW, SmackDown og ECW, er sat til at nå deres klimaks i forbindelse med WrestleMania. Det anses af wrestlere som en kæmpe præstation at få lov til at wrestle en kamp ved WrestleMania, og det er et tegn på succes. 
Den første udgave af WrestleMania blev afholdt i Madison Square Garden i New York, USA. WrestleMania 32 foregik i Dallas og er den mest besøgte, da mere end 100.000 tilskuere så showet live i arenaen. WrestleMania foregår som regel i USA, men i to tilfælde har showet fundet sted i Toronto, Canada.

## Organisation
Selv om de fleste udgaver af WrestleMania finder sted i sportsarenaer i større byer, er der også en række shows, der er blevet afholdt på store stadioner. De mest besøgte WrestleMania-shows er Wrestlemania 32 (101.763 tilskuere)WrestleMania III (93.173 tilskuere), WrestleMania VI (67.678), WrestleMania VIII (62.167), WrestleMania X-Seven (67.925), WrestleMania X8 (68.237), WrestleMania XIX (54.097), WrestleMania 23 (80.103), WrestleMania XXIV (74.635), WrestleMania XXV (72.744) og WrestleMania XXVI (72.219). 
WrestleMania koncentrerer sig som regel om en VM-titelkamp (typisk om WWE Championship, men i senere år også om WWE World Heavyweight Championship). En række andre titelkampe finder også sted, mens specielle gimmickkampe og personlige fejder også finder sted. Siden 1993 har vinderen af den årlige Royal Rumble match fået tildelt en VM-titelkamp ved det efterfølgende WrestleMania. Med etableringen af WWE's anden VM-titel (WWE World Heavyweight Championship) i 2002 har vinderen haft mulighed for at vælge, hvilken af de to regerende verdensmestre, han ville udfordre. Siden 2005 har der også fundet en Money in the Bank Ladder Match sted ved WrestleMania. I kampen kæmper mellem seks og 10 wrestlere om en kontrakt på en VM-titelkamp, der kan indløses når som helst inden for et år. 

### Kommentatorer
Gorilla Monsoon og Jesse Ventura fungerede som kommentatorer ved fem af de første seks udgaver af WrestleMania (ved WrestleMania 2 var showet delt over tre arenaer, hvor Monsoon, Ventura og Vince McMahon kommenterede fra hver sit sted med en gæstekommentator). Ved WrestleMania VII og VIII var Gorilla Monsoon og Bobby Heenan kommentatorer. Fra midten af 1990'erne og nogle år frem bestod kommentatorholdet af Vince McMahon, Jim Ross og Jerry "The King" Lawler. Da WWE delte organisationen op i brands i 2002, blev kampene kommenteret af hvert brands respektive kommentatorer, fx Jim Ross og Jerry Lawler fra RAW, mens kampe fra SmackDown blev kommenteret af Michael Cole, Tazz, John "Bradshaw" Layfield og Jonathan Coachman. ECW-kampe blev desuden kommenteret af Joey Styles and Tazz. Ved WrestleMania XXV besluttede man dog at lave en tremandshold af kommentatorer fra alle brands, og det bestod af Jerry Lawler, Jim Ross og Michael Cole. Året efter blev Jim Ross dog erstattet af Matt Striker. Ringspeakeren Howard Finkel, også kendt som The Fink, har desuden deltaget i hver eneste udgave af WrestleMania, men siden WWE blev opdelt i brands, har også Lilian Garcia, Justin Roberts, og Tony Chimel udfyldt rollen som ringspeaker.

## Involvering af kendisser
Gennem tiden har der ved WrestleMania været gjort brug af en række kendte personer, der har været involveret i større eller mindre grad. Den første WrestleManias main event var fyldt med kendte personligheder, som fx New York Yankees-manageren Billy Martin, pianisten Liberace og bokselegende Muhammad Ali. Derudover deltog skuespilleren Mr. T i selve kampen som en del af et tagteam med den regerende verdensmester Hulk Hogan, der selv havde haft succes i filmverdenen med Rocky III. Mr. T mødte også Roddy Piper i en kamp året efter ved WrestleMania 2.
Boksestjernen Mike Tyson medvirkede i WrestleMania XIV, hvor han fungerede som én af dommerne i VM-titelkampen mellem Shawn Michaels og Steve Austin. Tyson hjalp Austin med at vinde titlen. Ved andre udgaver af WrestleMania har kendisser gået til ringen med wrestlerne, heriblandt sangerinden Cyndi Lauper, rocklegenderne Ozzy Osbourne og Alice Cooper, skuespilleren Pamela Anderson og forretningsmanden Donald Trump. I andre tilfælde har sangere og bands optrådt live ved WrestleMania, fx Ray Charles, Aretha Franklin, Gladys Knight, Robert Goulet, Little Richard, Boyz II Men, Motörhead, Limp Bizkit, The DX Band, Run DMC, P.O.D. og Kid Rock.
I enkelte tilfælde har kendisser også fungeret som wrestlere. Fodboldspilleren Lawrence Taylor besejrede Bam Bam Bigelow ved WrestleMania XI i showets main event, og boksestjernen Floyd "Money" Mayweather besejrede Big Show ved WrestleMania XXIV. Senest kom skuespilleren fra filmen The Wrestler, Mickey Rourke, op i ringen under WrestleMania XXV, hvor han slog Chris Jericho i gulvet. 

## Historie

### 1980'erne
World Wrestling Federation (WWF) arrangerede den første udgave af WrestleMania 31. marts 1985 fra Madison Square Garden i New York. Showets main event var en tagteamkamp mellem den regerende verdensmester Hulk Hogan og skuespilleren Mr. T (ledsaget af Jimmy Snuka) og Roddy Piper og Paul Orndorff, der var ledsaget af Bob Orton. WrestleMania blev en succes finansielt og blandt kritikerne, og begivenheden gjorde organisationen til den mest succesrige i USA, og WWF hævede sig dermed over konkurrenter, som fx National Wrestling Alliance (NWA) og American Wrestling Association (AWA). WrestleMania 2 fandt sted tre forskellige steder – i New York, Chicago og Los Angeles. I showets hovedbegivenhed forsvarede Hulk Hogan sin VM-titel mod King Kong Bundy i en steel cage match. 
Der blev sat verdensrekord for antal besøgende ved en indendørsbegivenhed ved WrestleMania III i 1987, hvor 93.173 tilskuere var mødt op. Det var desuden også det højeste antal betalende publikum nogensinde i wrestling, og showet regnes for at være højdepunktet for 1980'erne wrestlingboom. I showets hovedbegivenhed forsvarede Hulk Hogan sin VM-titel mod Andre the Giant. I kampen løftede Hogan den 230 kg tunge kæmpe med en bodyslam, hvilket stadig er et af de mest berømte øjeblikke i wrestlinghistorien.

### 1990'erne
WrestleMania VI blev første gang, at showet fandt sted uden for USA. Det blev holdt i SkyDome i Toronto, Canada. I showets main event vandt Ultimate Warrior i en VM-titelkamp over Hulk Hogan. Ved WrestleMania VII debuterede The Undertaker med en sejr over Jimmy Snuka. The Undertaker har siden vundet alle sine kampe ved WrestleMania (20 sejre, ingen nederlag). Den britiske avis The Mirror har kaldt The Undertakers sejrsrække for den syvendebedste sejrsrække inden for sport nogensinde. 
WrestleMania IX blev som den første af sin slags afholdt udendørs, mens man året efter vendte ved WrestleMania X vendte tilbage til Madison Square Garden. Ved WrestleMania XII fandt en af de bedste kampe i WrestleMania-historien sted, da Shawn Michaels besejrede Bret Hart i en 60 minutter lang Iron Man match. To år senere ved WrestleMania XIV vandt Steve Austin VM-titlen fra Shawn Michaels i en kamp, hvor Mike Tyson var dommer. Denne VM-titelkamp er kendt for at have indledt "The Attituda Era". Året efter ved WrestleMania XV vandt Austin en VM-titelkamp mod The Rock. Det var den første af flere WrestleMania-kampe mellem Steve Austin og The Rock, som var WWF's to største stjerner i WWF's Attitude Era.

### 2000'erne
WrestleMania 2000 bød på den første Triangle Ladder match i en kamp om WWF Tag Team Championship. I kampen deltog Hardy Boyz, Dudley Boyz og Edge og Christian. Ved WrestleMania X-Seven besejrede Steve Austin endnu engang The Rock og vandt VM-titlen, mens også Vince McMahon og hans søn Shane McMahon mødtes i en Street Fight. Showet var højdepunktet i WWF's Attituda Era i 1990'erne, men markerede også afsluttede på denne æra. Samtidig var showet også det første, der blev afholdt, efter at WWF's konkurrent World Championship Wrestling (WCW) var gået konkurs. WrestleMania X8 blev den sidste WrestleMania, der blev afviklet under World Wrestling Federation-navnet, og så Hulk Hogan vende tilbage til WWF efter at have været i WCW siden 1994. Hogan tabte en historisk kamp til The Rock. 
WrestleMania XIX var den første under World Wrestling Entertainment-navnet, og det blev også den sidste kamp til dato med Steve Austin. Han mødte The Rock for tredje gang ved WrestleMania. Ved showet vendte Shawn Michaels tilbage til WrestleMania – hans første siden 1998 pga. en lang skadespause. Det var også første gang, at WWE World Heavyweight Championship, WWE's nye VM-titel, blev forsvaret ved WrestleMania. Ved WrestleMania XX kæmpede The Rock sin sidste kamp til dato, mens WWE genindførte WWE Hall of Fame, som siden har været afholdt årligt i forbindelse med WrestleMania. 
Den første Money in the Bank Ladder Match blev afviklet ved WrestleMania 21. I denne kamp kæmper mellem seks og 10 wrestlere om en kontrakt på en VM-titelkamp – hvor som helst, når som helst. Ved WrestleMania XXIV blev Ric Flairs 35-årige karriere fejret med en afskedskamp mod Shawn Michaels. Ved samme show blev ECW Championship for første gang forsvaret ved WrestleMania. 

### 2010'erne
Ved WrestleMania XXVI sluttede Shawn Michaels' karriere, da han blev besejret af The Undertaker i en rematch fra WrestleMania XXV. The Undertakers sejrsrække blev derved forsøget til 18-0. Bret Hart, der var vendt tilbage til WWE, havde sin første kamp i WWE siden 1997, og han besejrede Vince McMahon. Året efter vendte The Rock tilbage til WWE og havde stor del i, at The Miz forsvarede WWE Championship mod John Cena ved WrestleMania XXVII. The Rock og John Cena mødtes året efter ved WrestleMania XXVIII i showets main event, og her tog The Rock sejren i sin første singlekamp siden 2003. Året efter var The Rock blevet verdensmester, men tabte VM-titlen i en rematch ved WrestleMania 29. The Undertaker udvidede i de samme år sin sejrsrække i WrestleMania-sammenhæng til 21-0 med sejre over henholdsvis Triple H og CM Punk, men den imponerende sejrsrække blev langt om længe brudt, da The Undertaker tabte til Brock Lesnar ved WrestleMania XXX. 

## Datoer, steder og main events
| Begivenhed           | Dato           | By                                                              | Sted                                             | Solgte ppvs | Main event                                           | Titel                                              |
| -------------------- | -------------- | --------------------------------------------------------------- | ------------------------------------------------ | ----------- | ---------------------------------------------------- | -------------------------------------------------- |
| WrestleMania         | 31. marts 1985 | New York, New York                                              | Madison Square Garden                            | n/a         | Hulk Hogan og Mr. T vs. Roddy Piper og Paul Orndorff |                                                    |
| WrestleMania 2       | 7. april 1986  | Uniondale, New York Rosemont, Illinois Los Angeles, Californien | Nassau Coliseum Rosemont Horizon LA Sports Arena | n/a         | Hulk Hogan vs. King Kong Bundy                       | WWF Heavyweight Championship                       |
| WrestleMania III     | 29. marts 1987 | Pontiac, Michigan                                               | Pontiac Silverdome                               | 4.080.000   | Hulk Hogan vs. André the Giant                       | WWF Heavyweight Championship                       |
| WrestleMania IV      | 27. marts 1988 | Atlantic City, New Jersey                                       | Trump Plaza                                      | 2.600.000   | Randy Savage vs. Ted DiBiase                         | WWF Heavyweight Championship                       |
| WrestleMania V       | 2. april 1989  | Atlantic City, New Jersey                                       | Trump Plaza                                      | 2.360.000   | Randy Savage vs. Hulk Hogan                          | WWF Heavyweight Championship                       |
| WrestleMania VI      | 1. april 1990  | Toronto, Ontario                                                | SkyDome                                          | 1.520.000   | Hulk Hogan vs. Ultimate Warrior                      | WWF Championship WWF Intercontinental Championship |
| WrestleMania VII     | 24. marts 1991 | Los Angeles, Californien                                        | LA Sports Arena                                  | 1.120.000   | Sgt. Slaughter vs. Hulk Hogan                        | WWF Championship                                   |
| WrestleMania VIII    | 5. april 1992  | Indianapolis, Indiana                                           | Hoosier Dome                                     | 840.000     | Hulk Hogan vs. Sid Justice                           |                                                    |
| WrestleMania IX      | 4. april 1993  | Las Vegas, Nevada                                               | Caesars Palace                                   | 800.000     | Bret Hart vs Yokozuna Yokozuna vs. Hulk Hogan        | WWF Championship                                   |
| WrestleMania X       | 20. marts 1994 | New York, New York                                              | Madison Square Garden                            | 672.000     | Yokozuna vs. Bret Hart                               | WWF Championship                                   |
| WrestleMania XI      | 2. april 1995  | Hartford, Connecticut                                           | Hartford Civic Center                            | 560.000     | Lawrence Taylor vs. Bam Bam Bigelow                  |                                                    |
| WrestleMania XII     | 31. marts 1996 | Anaheim, Californien                                            | Arrowhead Pond                                   | 480.000     | Bret Hart vs. Shawn Michaels                         | WWF Championship                                   |
| WrestleMania 13      | 23. marts 1997 | Rosemont, Illinois                                              | Rosemont Horizon                                 | 308.000     | Sycho Sid vs. The Undertaker                         | WWF Championship                                   |
| WrestleMania XIV     | 29. marts 1998 | Boston, Massachusetts                                           | Fleet Center                                     | 880.000     | Shawn Michaels vs. Steve Austin                      | WWF Championship                                   |
| WrestleMania XV      | 28. marts 1999 | Philadelphia, Pennsylvania                                      | First Union Center                               | 1.120.000   | The Rock vs. Steve Austin                            | WWF Championship                                   |
| WrestleMania 2000    | 2. april 2000  | Anaheim, Californien                                            | Arrowhead Pond                                   | 940.000     | Triple H vs. The Rock vs. Big Show vs. Mick Foley    | WWF Championship                                   |
| WrestleMania X-Seven | 1. april 2001  | Houston, Texas                                                  | Reliant Astrodome                                | 860.000     | The Rock vs. Steve Austin                            | WWF Championship                                   |
| WrestleMania X8      | 17. marts 2002 | Toronto, Ontario                                                | SkyDome                                          | 640.000     | Chris Jericho vs. Triple H                           | WWE Undisputed Championship                        |
| WrestleMania XIX     | 30. marts 2003 | Seattle, Washington                                             | Safeco Field                                     | 560.000     | Kurt Angle vs. Brock Lesnar                          | WWE Championship                                   |
| WrestleMania XX      | 14. marts 2004 | New York, New York                                              | Madison Square Garden                            | 652.000     | Triple H vs. Chris Benoit vs. Shawn Michaels         | World Heavyweight Championship                     |
| WrestleMania 21      | 3. april 2005  | Los Angeles, Californien                                        | Staples Center                                   | 984.000     | Triple H vs. Batista                                 | World Heavyweight Championship                     |
| WrestleMania 22      | 2. april 2006  | Rosemont, Illinois                                              | Allstate Arena                                   | 932.000     | John Cena vs. Triple H                               | WWE Championship                                   |
| WrestleMania 23      | 1. april 2007  | Detroit, Michigan                                               | Ford Field                                       | 1.188.000   | John Cena vs. Shawn Michaels                         | WWE Championship                                   |
| WrestleMania XXIV    | 30. marts 2008 | Orlando, Florida                                                | Citrus Bowl                                      | 1.058.000   | Edge vs. The Undertaker                              | World Heavyweight Championship                     |
| WrestleMania XXV     | 5. april 2009  | Houston, Texas                                                  | Reliant Stadium                                  | 960.000     | Triple H vs. Randy Orton                             | WWE Championship                                   |
| WrestleMania XXVI    | 28. marts 2010 | Glendale, Arizona                                               | University of Phoenix Stadium                    | 885.000     | The Undertaker vs. Shawn Michaels                    |                                                    |
| WrestleMania XXVII   | 3. april 2011  | Atlanta, Georgia                                                | Georgia Dome                                     | 1.059.000   | The Miz vs. John Cena                                | WWE Championship                                   |
| WrestleMania XXVIII  | 1. april 2012  | Miami, Florida                                                  | Sun Life Stadium                                 | 1.300.000   | John Cena vs. The Rock                               |                                                    |
| WrestleMania 29      | 7. april 2013  | East Rutherford, New Jersey                                     | MetLife Stadium                                  | n/a         | The Rock vs. John Cena                               | WWE Championship                                   |
| WrestleMania XXX     | 6. april 2014  | New Orleans, Louisiana                                          | Mercedes-Benz Superdome                          | n/a         | Randy Orton vs. Batista vs. Daniel Bryan             | WWE World Heavyweight Championship                 |
| WrestleMania 31      | 29. marts 2015 | Santa Clara, Californien                                        | Levi's Stadium                                   | n/a         | Brock Lesnar vs. Roman Reigns vs. Seth Rollins       | WWE World Heavyweight Championship                 |

### Wrestlere i flest main events
I WWE er det et særligt privilegium at deltage i en main event ved WrestleMania. Det er på niveau – eller måske større – end at vinde en VM-titel, fordi så få wrestlere opnår det i løbet af deres karriere. Nedenstående liste tæller antallet af main events blandt WWE-wrestlerne. Ofte bliver Hulk Hogan krediteret for at have deltaget i de første ni main events ved WrestleMania, men ved WrestleMania IV i 1988 var han blot med ved Randy Savages side i hans VM-titelkamp mod Ted DiBiase. Listen tæller således kun aktive kampdeltagere:
| Nr. | Wrestler         | Antal main events |
| --- | ---------------- | ----------------- |
| 1   | Hulk Hogan       | 8                 |
| 2   | Triple H         | 6                 |
| 3   | The Rock         | 5                 |
| 3   | John Cena        | 5                 |
| 5   | Shawn Michaels   | 4                 |
| 6   | The Undertaker   | 3                 |
| 6   | Bret Hart        | 3                 |
| 8   | Randy Savage     | 2                 |
| 8   | Yokozuna         | 2                 |
| 8   | Steve Austin     | 2                 |
| 8   | Sycho Sid        | 2                 |
| 8   | Randy Orton      | 2                 |
| 8   | Batista          | 2                 |
| 8   | Brock Lesnar     | 2                 |
| 15  | Roddy Piper      | 1                 |
| 15  | Mr. T            | 1                 |
| 15  | Paul Orndorff    | 1                 |
| 15  | King Kong Bundy  | 1                 |
| 15  | André the Giant  | 1                 |
| 15  | Ted DiBiase      | 1                 |
| 15  | Ultimate Warrior | 1                 |
| 15  | Lawrence Taylor  | 1                 |
| 15  | Bam Bam Bigelow  | 1                 |
| 15  | Big Show         | 1                 |
| 15  | Mick Foley       | 1                 |
| 15  | Chris Jericho    | 1                 |
| 15  | Kurt Angle       | 1                 |
| 15  | Chris Benoit     | 1                 |
| 15  | Edge             | 1                 |
| 15  | The Miz          | 1                 |
| 15  | Daniel Bryan     | 1                 |
| 15  | Roman Reigns     | 1                 |
| 15  | Seth Rollins     | 1                 |